# Tincey-et-Pontrebeau
Tincey-et-Pontrebeau là một xã ở tỉnh Haute-Saône trong vùng Bourgogne-Franche-Comté phía đông nước Pháp.